# Microterangis hildebrandtii
Microterangis hildebrandtii är en orkidéart som först beskrevs av Heinrich Gustav Reichenbach, och fick sitt nu gällande namn av Karlheinz Senghas. Microterangis hildebrandtii ingår i släktet Microterangis och familjen orkidéer.
Artens utbredningsområde är Komorerna. Inga underarter finns listade i Catalogue of Life.